# DNA再複製

正常な複製過程の概要

DNA再複製（DNAさいふくせい、英: DNA re-replication）は、真核細胞のゲノムが1回の細胞周期の間に複数回複製される現象であり、致死的ともなりうる。再複製はゲノム不安定性をもたらすと考えられており、ヒトのさまざまながんの病理に関与していることが示唆されている。真核細胞は、再複製を防ぐために複数の重複する機構を進化させており、こうした制御機構はサイクリン依存性キナーゼ（CDK）の活性に依存している。複数のDNA複製制御機構が協働して複製起点の再ライセンス化を防ぎ、細胞周期チェックポイントやDNA損傷チェックポイントを活性化する。ゲノム情報が世代を超えて忠実に伝達されるためには、DNA再複製の厳密な調節が必要である。

## 複製起点での複製開始
DNAの複製は常に複製起点で開始される。酵母では、複製起点にはARS（autonomously replicating sequence）と呼ばれる配列が含まれ、染色体上約30 kbごとに分布している。ARSはどこに配置されても複製を開始することができる。長さは100–200 bpで、Aエレメントと呼ばれる領域が最も保存性が高い。Aエレメントは他の保存性エレメントであるBエレメントと共に、複製起点認識複合体（ORC）の組み立てと複製開始のための部位を形成する。複製起点の認識にはこうした配列が反復して存在することが最も重要である可能性がある。
動物細胞では、複製起点は染色体上で均等ではなくランダムに分布しているようである。動物細胞の複製起点は時にはARSのようにふるまうものの、複製が起こるかどうかに関しては局所的なクロマチン構造がより大きな役割を果たしているようである。S期には、20–80か所の複製起点を含むレプリコンクラスターが同時に活性化される。複製起点は全てS期の間に活性化されるものの、ヘテロクロマチン領域はユークロマチン領域よりもアクセスが困難であるため、より後期の段階で複製が開始される傾向がある。また、複製がいつ、どこで開始されるかにはエピジェネティックな因子も大きな影響を及ぼしている。

## 複製起点のライセンス化
真核生物で知られているDNA再複製の防止機構は全て、複製起点のライセンス化を阻害するものである。複製起点のライセンス化はG1期終盤からS期序盤にかけて行われる正常な複製開始過程の初期段階であり、複製前複合体（pre-RC）の複製起点へのリクルートを伴う。ライセンス化は、多サブユニット型ATPアーゼであるORCが複製起点に結合することで開始される。クロマチンに結合したORCは、AAA+型ATPアーゼCdc6とコイルドコイルタンパク質Cdt1をリクルートする。Cdt1の結合、そしてORCとCdc6のATPアーゼ活性はMCM複合体のクロマチンへのローディングを促進する。MCM複合体はDNAヘリカーゼであり、複製フォークがDNAに沿って移動できるよう、複製起点の二重らせんを開いて2本の鎖へと巻き戻す。G1期終盤に上昇したCDK活性は複製起点の発火の引き金を引き、pre-RCを解体する。高レベルのCDK活性は有糸分裂の終結まで維持され、pre-RCの構成要素を阻害または破壊して複製起点の再ライセンス化を防ぐ。有糸分裂の終盤にCDK活性が低下してpre-RCのサブユニットが再活性化されるまで、新たなMCM複合体をロードすることはできない。そのため、CDKは真核生物のDNA複製の調節において二重の役割を果たしていることとなる。すなわち、CDK活性の上昇は複製起点での複製を開始し、さらに複製起点の再ライセンス化を阻害し複製を防ぐ。こうした機構によって、同じ細胞周期の間に複製起点が2度発火することがないよう保証されている。

## DNA複製調節の2状態モデル

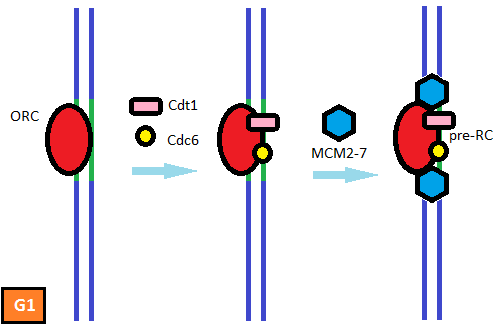
出芽酵母の複製前状態の複製起点。pre-RCの組み立てによって、複製起点の発火の準備が整う。

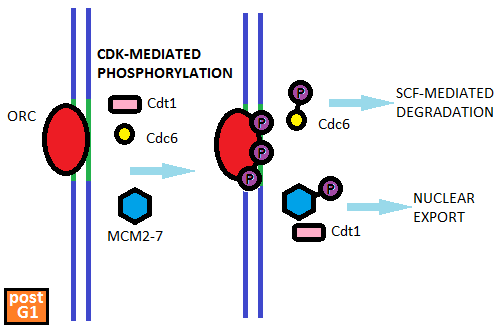
出芽酵母の複製後状態の複製起点。CDKを介したpre-RC構成要素のリン酸化によって、複製起点の再ライセンス化が防がれている。

DNA複製の調節に関する初期の実験的証拠からは、細胞周期の間、複製起点はG1期の複製前状態、そして複製開始から有糸分裂が進行するまでの複製後状態という2状態のいずれかとして存在することが示唆された。細胞周期を通じて、複製起点はこの2つの異なる状態を交互に行き来する。複製開始に必要なライセンス化因子は、複製前状態の複製起点に結合する。G1期からS期への移行時には、ライセンス化因子は不活性化され、その細胞周期が終結するまで再活性化されることはない。ORC、Cdc6、Cdt1、MCM複合体がライセンス化因子として同定・特性解析がなされたことでこのモデルは信頼性は高まり、また細胞周期中で振動するCDKの性質が再複製を調節する手段となっていることが示唆された。

## 複製の調節

### 出芽酵母
複製の調節は出芽酵母Saccharomyces cerevisiaeで最も理解が進んでいる。出芽酵母細胞は、CDKがpre-RCの構成要素であるCdc6、MCM2-7、ORCのサブユニットをリン酸化し、pre-RCの組み立てを直接調節することで複製を防いでいる。これらの構成要素のリン酸化はS期とともに開始され、細胞周期の残りの期間もCDKの活性が高い限り維持される。リン酸化されたCdc6にはユビキチンリガーゼであるSCFが結合し、タンパク質分解が誘導される。CDKによるMCM2-7タンパク質のリン酸化は、MCM複合体の核外輸送を引き起こす（MCM複合体に結合しているCdt1も同様に輸送される）。ORCサブユニットのリン酸化は、ORCがpre-RCの他の構成要素に結合することを防ぐと考えられている。こうした複数の機構によって、複製後の複製起点でpre-RCが再び組み立てられることがないよう保証されている。

### その他の生物
CDKによるpre-RCの組み立ての調節は進化的に高度に保存されているようであるが、生物種によるいくつかの差異が記載されている。多細胞真核生物では、pre-RCの組み立てはCDKに加えて後期促進複合体（APC）によっても調節されている。APCはE3ユビキチンリガーゼであり、ジェミニンをユビキチン化し分解標的とする。通常ジェミニンはCdt1に結合して阻害することで複製起点のライセンス化を防いでいる。G1期にはAPCの活性によってジェミニンの蓄積が抑制され、それによってpre-RCの組み立てが間接的に促進される。G1期の終わりにはAPCは不活性化され、ジェミニンが蓄積して再ライセンス化が防がれる。
通常、Cdt1はE2Fを介した転写活性化、そしてアセチル化酵素のOrc1への結合によってアップレギュレーションされる。Cdt1の分解はさまざまな高等真核生物で保存された機構である。Cdt1はCul4-Ddb1-Cdt2 E3ユビキチンリガーゼ複合体によって分解され、S期とG2期のライセンス化制御が維持される。Cdt1は重要な調節タンパク質であり、生物によって異なる調節経路が進化している。Cdt1の過剰発現またはジェミニンの不活性化は再複製をもたらす。
一方、大部分の動物ではpre-RCの調節は未解明の部分も多い。

## 真核細胞における再複製の影響
一般的に再複製や有糸分裂の失敗は、プログラムされたイベントして生じるのではなく、細胞周期関連装置の欠陥によって生じたものである。再複製は二本鎖切断の形成をもたらしてDNA損傷応答を開始し、細胞周期をG2期で停止させる。チェックポイントは細胞周期の永続的な停止、そして最終的にはアポトーシスを効果的に引き起こす。
複製起点の再ライセンス化を防ぐ機構のいくつかを同時に破壊することで、再複製を実験的に誘導することができる。一例として、出芽酵母細胞ではORC、MCM2-7、Cdc6を介した機構の調節異常によって再複製が誘導される。
複数存在する複製調節機構は機能的に重複しているものの、冗長的なものではないことが近年の証拠からは示唆されている。1つの機構によって99％以上の効率で再複製を抑制することができるが、それでも多くの世代にわたってゲノム安定性を維持するには十分ではない可能性がある。

## 再複製の防止
複製ストレス下の細胞は複製チェックポイントを活性化し、S期の進行やG2期からM期への移行を遅らせる。野生型のRbとp53を持つヒト骨肉腫細胞株であるU2OS細胞では、複製ストレスが認識されるとATMやATRによって調節されるDNA損傷ネットワークが活性化される。このチェックポイント応答はサイクリンEの過剰発現によって活性化され、サイクリンEがライセンス化システムの調節に重要であることが示されている。U2OS細胞でサイクリンEが過剰発現すると、ATM/ATR DNA損傷ネットワークによってSer15がリン酸化されたp53、γ-H2AX、Ser966がリン酸化されたコヒーシンタンパク質SMC1が増加する。DNA再複製応答は、活性酸素生成による損傷時の応答とは異なる。活性酸素生成による損傷時には、Mycを介した応答によってp53やH2AXのリン酸化が引き起こされる。
ATM/ATR DNA損傷ネットワークはCdt1の過剰発現が生じている場合にも応答する。Cdt1の過剰発現は一本鎖DNAや二本鎖切断の蓄積をもたらす。ATRはより早期の段階、DNA再複製の初期段階で一本鎖DNAを検出した際に活性化される。ATRはRPA2やMCM2など下流の複製因子のリン酸化、もしくはRbやp53の調節を行う。ATMはDNA再複製のより後期の段階、大量の二本鎖切断が検出された後に活性化される。ATMは細胞周期の停止、アポトーシス、細胞老化に関与している。また二本鎖切断修復の媒介にも関与していると考えられているが、その正確な機構は理解されていない。

## がんにおける再複製
モデル生物やヒトでは、再複製の腫瘍形成への関与が示唆されている。ヒトのいくつかの種類のがん由来の組織試料では複製開始タンパク質が過剰発現しており、マウス細胞ではCdt1とCdc6の実験的過剰発現によって腫瘍の発生が引き起こされる。同様に、ジェミニンノックアウトマウスでも腫瘍形成が高まることが報告されている。さらにこれらの研究では、再複製によって、異数性、染色体融合、そしてDNA切断が増加することが示されている。新たながん治療法の開発には、複製調節機構の完全な理解が重要である。
酵母では、G1期CDK活性の増加によってpre-RCの組み立てと複製起点の活性が低い状態でのS期への移行が阻害される。一方がん細胞ではp53とRb/E2F経路の調節異常が生じており、活発な複製起点が少ないままS期への移行が行われる。その結果、DNAの二本鎖切断、組換えの増加、不正確な染色体再編成が生じる。こうした損傷が生じる機構は未解明である。1つの可能性としては、複製起点の活性化が低下していることで不完全なDNA複製が行われることが挙げられる。大きな影響を与えるような再複製は、全てのCDK調節経路が阻害されたときのみ観察される。
哺乳類細胞では、再複製の調節におけるCdt1とCdc6の重要性ははるかに高い。Cdt1とCdc6の過剰発現は非小細胞肺癌75症例のうち43症例で観察されている。哺乳類細胞において、Cdc6やORCの過剰発現では多くの再複製は引き起こされない。一方、Cdt1の過剰発現はそれだけで致死的なレベルでの再複製が引き起こされる。こうした応答はがん細胞でのみ観察される。E2Fファミリーのメンバーの過剰発現はCdt1とCdc6の発現の増加に寄与する。Cdt1またはCdc6を過剰発現している細胞株では、p53による調節の喪失も高頻度で観察される。

## 核内倍加
細胞周期によって調節されたDNA複製のうち、DNA合成と細胞周期の進行が共役していない特殊なケースは核内倍加と呼ばれる。核内倍加は多くの細胞種で広くみられる重要な機構である。この過程は通常の分裂中の細胞でみられる細胞周期チェックポイントや損傷制御機構の多くに従わないが、無制御な再複製が引き起こされるわけではない。核内倍加は制御された過程であり、特定の細胞機能を発揮するために行われる。一部の細胞では、核内倍加は胚発生や発芽のためにヌクレオチドを貯蔵する手段となっている。他のケースでは、核内倍加は栄養素の貯蔵のためだけに利用されている可能性がある。核内倍加は多くの細胞で有用な機能を果たしている一方で、がん細胞でも観察される。しかしながら、核内倍加によって発がん性もたらされているのか、他の変異によって核内倍加が引き起こされているのかは十分に解明されていない。こうした変化の媒介には他の機構が関与している可能性がある。